# Unguiculella microspora
Unguiculella microspora är en svampart som beskrevs av Josef Velenovský Unguiculella microspora ingår i släktet Unguiculella och familjen Hyaloscyphaceae.   Inga underarter finns listade i Catalogue of Life.